# محمد سبزی
محمد سبزی (زاده ۲۹ بهمن ۱۳۵۷ زرندیه) روحانی و سیاستمدار اصولگرا ایرانی و نمایندهٔ دورهٔ یازدهم و دوازدهم مجلس شورای اسلامی است.
وی موفق شد در یازدهمین انتخابات مجلس شورای اسلامی که در تاریخ ۲ اسفند ۱۳۹۸ برگزار شد، با کسب ۲۷ هزار و ۵۴۴ رای از مجموع ۸۷ هزار و ۲۷ رای، از حوزه انتخابیه ساوه و زرندیه از استان مرکزی انتخاب گردد و به مجلس راه یابد.